# Petrov (Mondkrater)
Petrov ist ein Einschlagkrater am südöstlichen Rand der Mondvorderseite, südlich des Mare Australe, südlich des Kraters Lyot und westlich von Chamberlin.
Der Kraterrand ist stark erodiert, das Innere weitgehend eben.
| Buchstabe | Position           | Durchmesser | Link |
| --------- | ------------------ | ----------- | ---- |
| A         | 62,46° S, 88,51° O | 17 km       |      |
| B         | 62,21° S, 90,72° O | 31 km       |      |

Der Krater wurde 1970 von der IAU nach dem sowjetischen Raketeningenieur Jewgeni Stepanowitsch Petrow offiziell benannt.